# Moutoullas
Moutoullas (en griego: Μουτουλλάς) es un pueblo de montaña en el Distrito de Nicosia de Chipre, a una altitud de 800 m en el Valle del Marathasa. En 2021, tenía una población de 126 habitantes.

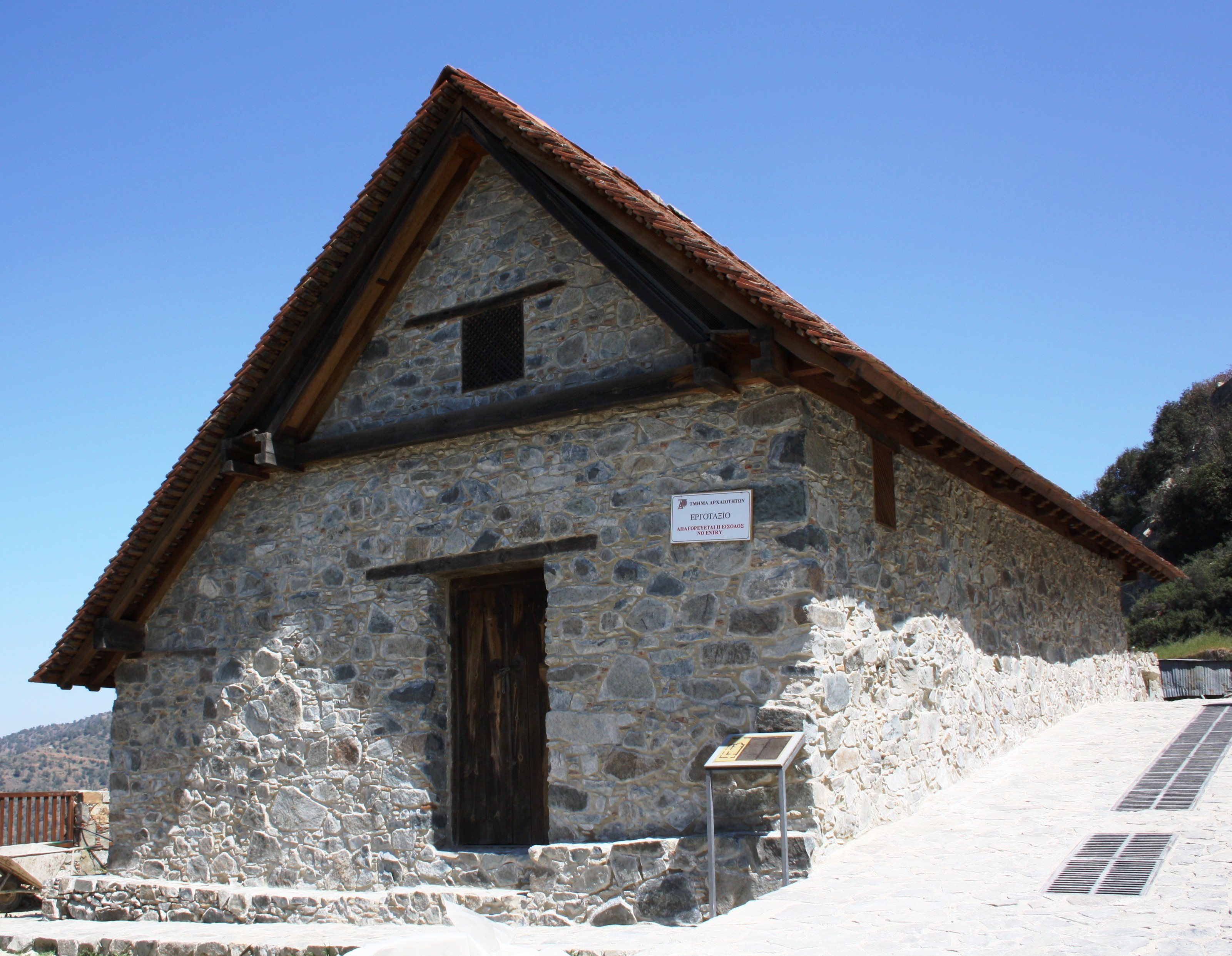
Iglesia de Panayia tou Moutoulla

La antigua iglesia del pueblo, la capilla de Panayia tou Moutoulla del siglo XIII, es uno de los primeros ejemplos conocidos del estilo con frescos y con techo de madera en pendiente. Los frescos, de gran importancia histórica, son "Natividad" y "Presentación en el templo". Fue construida en torno a 1280 en un promontorio junto al cementerio y ha sido declarada Patrimonio de la Humanidad por la UNESCO junto a otras nueve Iglesias pintadas de la región de Troodos.
Otro edificio cultural e históricamente importante en las inmediaciones del pueblo es el Monasterio de Agios Ioannis Lampathisdis que se encuentra a dos kilómetros, en el pueblo vecino de Kalopanayiotis, que también está en la Lista de las diez iglesias. Este monasterio medieval consta de tres iglesias, algunas casas y un puente de piedra sobre el río Setrachos.
Moutoullas es conocido por su agua mineral, que se embotella y se vende en toda la isla.